# FS Sistemi Urbani
FS Sistemi Urbani S.p.A. è un'azienda pubblica partecipata al 100% da Ferrovie dello Stato Italiane, che ha il compito di riqualificare e valorizzazione delle aree non più funzionali all’esercizio ferroviario, e di svolgere servizi integrati urbani.
La società è associata a Confindustria Assoimmobiliare, che rappresenta gli operatori e gli investitori istituzionali del real estate in Italia.

## Storia
La società è stata costituita nel 2008 per gestire il processo di riorganizzazione del patrimonio immobiliare del Gruppo, individuando gli impianti da dismettere e riqualificare prima della loro cessione a soggetti terzi, sia pubblici che privati.
Il portafoglio di immobili non più funzionali all'esercizio ferroviario era infatti costituito da 1,2 milioni di metri quadri tra terreni e immobili, situati generalmente in prossimità del centro delle città, nei pressi di linee ferroviarie o nodi di interscambio modale.
Nel maggio 2022, a seguito della riorganizzazione di FS Italiane in 4 poli di business, FS Sistemi Urbani è stata individuata come società caposettore del nuovo polo urbano.
Sempre nel 2022, la società è entrata a far parte del National Biodiversity Future Centre, una rete nazionale di 48 tra università, organismi di ricerca, fondazioni e imprese, promosso e coordinato dal Consiglio Nazionale delle Ricerche. Ha lo scopo di sviluppare progetti di ricerca sul tema della biodiversità, all'interno del Piano Nazionale di Ripresa e Resilienza (PNRR).
Dal 1 gennaio 2024 anche la società CREW Cremonesi Workshop passa sotto il coordinamento di FS Sistemi Urbani attraverso il Polo Urbano del Gruppo FS.

## Attività
FS Sistemi Urbani ha il compito di gestire la riqualificazione degli immobili del Gruppo FS Italiane non più funzionali all'esercizio ferroviario, anche attraverso soluzioni di intermodalità e logistica di primo e ultimo miglio e in collaborazione con le istituzioni e gli enti locali.
Attraverso la controllata FS Park S.p.A., offre soluzioni per la sosta e la mobilità integrata delle persone.
Partecipa annualmente ad eventi di settore, tra i quali l'International Hotel Investiment Forum di Berlino e il Mipim di Cannes, oltre che a progetti internazionali di rigenerazione urbana, quali il Reinventing Cities promosso dal network C40.
Tra i principali progetti gestiti da FS Sistemi Urbani ci sono la riqualificazione degli scali di Milano e le cessioni del Palazzo Compartimentale di Trieste, e del lotto C1 adiacente alla stazione di Roma Tiburtina, tutte finalizzate alla riconversione di immobili e aree urbane non più utilizzate.
In particolare, il progetto Scali Milano è stato avviato nel 2016 ed è regolato dall'accordo di programma del 2017 tra FS Sistemi Urbani, Regione Lombardia e Comune di Milano, con l'obiettivo di riqualificare sette scali ferroviari milanesi oggi dismessi: Farini, Greco-Breda, Lambrate, Porta Genova, Porta Romana, Rogoredo e San Cristoforo.
Inoltre, l'area dello scalo di Porta Romana ospiterà il Villaggio Olimpico durante i Giochi di Milano-Cortina 2026 per poi essere destinata a programmi di housing sociale e residenze per studenti. Anche per gli altri scali coinvolti nel progetto sono stati individuati progetti di housing sociale, oltre alla realizzazione di ampie aree verdi e quartieri residenziali a impatto zero.